# فیل ویلیامسون
 فیل ویلیامسون (انگلیسی: Phil Williamson؛ زاده ۲۹ مهٔ ۱۹۶۵) یک تنیس‌باز اهل ایالات متحده آمریکا است.